# Giovanni da Velletri
Giovanni da Velletri (Velletri, XII secolo – Firenze, 14 luglio 1230) è stato un vescovo cattolico italiano, vescovo di Firenze dal 1205 circa al 1230. Il suo predecessore fu Pietro.
Dopo aver ricoperto la carica di priore della chiesa di San Frediano a Lucca, gli venne affidata la diocesi fiorentina da Innocenzo III, al quale aveva reso numerosi servigi.

## Biografia
In quel tempo Firenze era minacciata dall'eresia dei novatori, detti anche bulgari, che erano scesi dalla Lombardia e il nuovo vescovo si prodigò con zelo a mantenere le file della diocesi.
Si dedicò anche alla costruzione di nuove chiese e all'abbellimento di nuove (come la Badia Fiorentina) e, sebbene mai incaricato ufficialmente, rappresentò il braccio destro del papa in terra toscana. Nonostante ciò si seppe destreggiare bene tra le alterne vicende, come quando il comune decise di schierarsi con l'imperatore Ottone IV, ponendosi contro papa Innocenzo che aveva più volte manifestato l'opposizione all'imperatore arrivando a scomunicarlo. In quella circostanza il vescovo Giovanni seppe accrescere la sua autorità anziché vederla diminuita.
Fu presente al Concilio Lateranense IV del 1215 sotto papa Onorio III, e grazie alla sua abile diplomazia seppe ricucire lo strappo con il papato di pochi anni prima.
Durante il suo episcopato giunsero in città sia i francescani che i domenicani (1221), entrambi sostenuti dal vescovo.
Morì il 14 luglio 1230 e fu sepolto nel Battistero di San Giovanni fra l'altare maggiore e la fonte. Gli succedette Ardengo Trotti.